# تپه برج سر بند (۲)
تپه برج سر بند (۲) مربوط به سده‌های ۱۰–۶ ه.ق است و در زهک، ۱ کیلومتری جنوب گورستان زهک واقع شده و این اثر در تاریخ ۱۳ آبان ۱۳۸۶ با شمارهٔ ثبت ۱۹۷۸۹ به‌عنوان یکی از آثار ملی ایران به ثبت رسیده است.